# Marinus II.
Marinus II. (též Martin III.), (? Řím – 10. května 946 Řím) byl papežem od 30. října 942 až do své smrti.